# Paecilomyces aspergilloides
Paecilomyces aspergilloides är en svampart som beskrevs av Pidopl. 1950. Paecilomyces aspergilloides ingår i släktet Paecilomyces och familjen Trichocomaceae.   Inga underarter finns listade i Catalogue of Life.